# Старий Чал
Ста́рий Чал (болг. Стари чал) — село в Кирджалійській області Болгарії. Входить до складу общини Крумовград.

## Населення
За даними перепису населення 2011 року у селі проживали 49 осіб, з них 48 осіб (98,0%) — турки.
Розподіл населення за віком у 2011 році:
Динаміка населення: